# Giro di Calabria 1996
Il Giro di Calabria 1996, settima edizione della corsa, si svolse dal 27 al 29 febbraio 1996 su un percorso totale di 535,4 km, ripartiti su 3 tappe. La vittoria fu appannaggio dell'italiano Gabriele Colombo, che completò il percorso in 14h07'40", precedendo i connazionali Michele Bartoli e Rodolfo Massi.

## Tappe
| Tappa  | Data        | Percorso                            | km    | Vincitore di tappa | Leader cl. generale |
| ------ | ----------- | ----------------------------------- | ----- | ------------------ | ------------------- |
| 1ª     | 27 febbraio | Botricello > Castrovillari          | 192   | Gabriele Colombo   | Gabriele Colombo    |
| 2ª     | 28 febbraio | Castrovillari > Amantea             | 171,7 | Giovanni Lombardi  | ?                   |
| 3ª     | 29 febbraio | Amantea > Sant'Eufemia d'Aspromonte | 171,7 | Michele Bartoli    | Gabriele Colombo    |
| Totale | Totale      | Totale                              | 535,4 |                    |                     |

## Dettagli delle tappe

### 1ª tappa
- 27 febbraio: Botricello > Castrovillari – 192 km

Risultati
| Pos. | Corridore          | Squadra    | Tempo    |
| ---- | ------------------ | ---------- | -------- |
| 1    | Gabriele Colombo   | Gewiss     | 5h10'00" |
| 2    | Giovanni Lombardi  | Team Polti | a 3"     |
| 3    | Alessandro Baronti | Panaria    | s.t.     |

| Pos. | Corridore        | Squadra | Tempo |
| ---- | ---------------- | ------- | ----- |
| 1    | Gabriele Colombo | Gewiss  | ?     |

### 2ª tappa
- 28 febbraio: Castrovillari > Amantea – 171,7 km

Risultati
| Pos. | Corridore          | Squadra    | Tempo    |
| ---- | ------------------ | ---------- | -------- |
| 1    | Giovanni Lombardi  | Team Polti | 4h21'24" |
| 2    | Fabiano Fontanelli | MG Boys M. | s.t.     |
| 3    | Francesco Arazzi   | San Marco  | s.t.     |

### 3ª tappa
- 29 febbraio: Amantea > Sant'Eufemia d'Aspromonte – 171,7 km

Risultati
| Pos. | Corridore        | Squadra    | Tempo    |
| ---- | ---------------- | ---------- | -------- |
| 1    | Michele Bartoli  | MG Boys M. | 4h34'03" |
| 2    | Gabriele Colombo | Gewiss     | s.t.     |
| 3    | Rodolfo Massi    | Refin      | s.t.     |

## Classifiche finali

### Classifica generale
| Pos. | Corridore            | Squadra                      | Tempo     |
| ---- | -------------------- | ---------------------------- | --------- |
| 1    | Gabriele Colombo     | Gewiss-Playbus               | 14h07'40" |
| 2    | Michele Bartoli      | MG Boys Maglificio-Technogym | a 11"     |
| 3    | Rodolfo Massi        | Refin-Mobilvetta             | s.t.      |
| 4    | Oleksandr Hončenkov  | Roslotto-ZG Mobili           | a 15"     |
| 5    | Davide Rebellin      | Team Polti                   | a 16"     |
| 6    | Francesco Casagrande | Saeco-Estro                  | ?         |
| 7    | Angelo Canzonieri    | Saeco-Estro                  | ?         |
| 8    | Sergei Utchakov      | Team Polti                   | ?         |
| 9    | Michele Coppolillo   | MG Boys Maglificio-Technogym | ?         |
| 10   | Beat Zberg           | Carrera-Longoni Sport        | ?         |